# Hyloxalus betancuri
Hyloxalus betancuri es una especie de anfibio anuro de la familia Dendrobatidae.

## Distribución geográfica
Esta especie es endémica del departamento de Antioquia en Colombia. Habita en Ituango a una altura de 1450 m en la parte norte de la Cordillera Occidental.

## Etimología
Esta especie lleva el nombre en honor a John J. Betancur.

## Publicación original
- Rivero & Serna, 1991 : Tres nuevas especies de Colostethus (Anphibia [Amphibia], Dendrobatidae) de Colombia. Trianea, vol. 4, p. 481-495.[5]